# Carlos Babington
Carlos Alberto Babington (* 20. září 1949, Buenos Aires, Argentina) je bývalý argentinský fotbalový záložník a reprezentant. Mimo Argentinu hrál na klubové úrovni v Západním Německu a USA.

## Reprezentační kariéra
Carlos Babington debutoval v národním týmu Argentiny v roce 1973.
Zúčastnil se Mistrovství světa 1974 v NSR.